# 岐阜県道47号瑞浪インター線
岐阜県道47号瑞浪インター線（ぎふけんどう47ごう みずなみインターせん）は、岐阜県瑞浪市内の県道（主要地方道）である。
中央自動車道瑞浪ICの接続道路を担う。

## 概要

### 路線データ

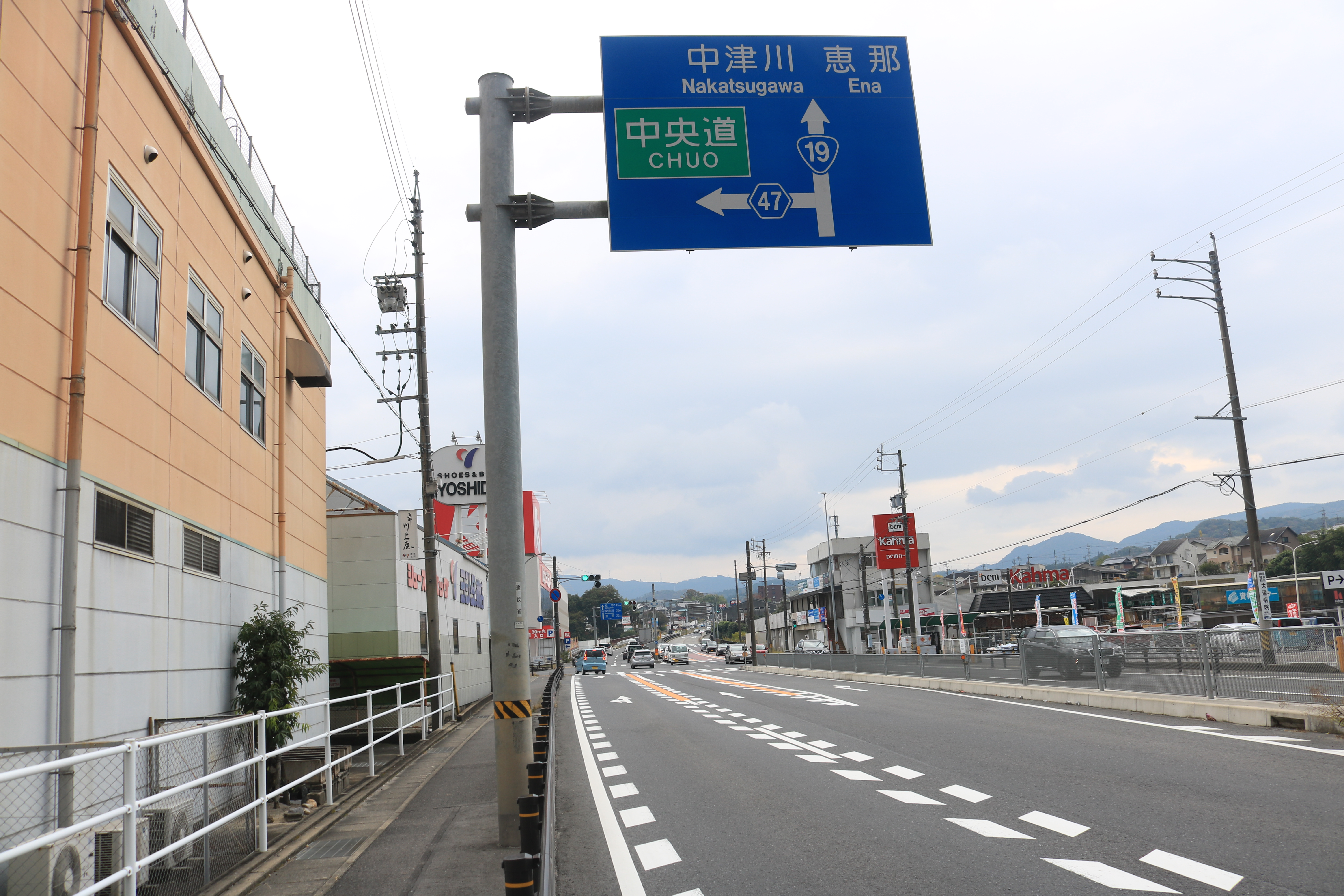
接続する国道19号の県道の終点

- 起点：岐阜県瑞浪市明世町戸狩（中央自動車道瑞浪IC）
- 終点：岐阜県瑞浪市薬師町（薬師交差点、国道19号交点）
- 実延長：623 m[1]

## 歴史
- 1993年（平成5年）5月11日 - 建設省から、県道瑞浪インター線が瑞浪インター線として主要地方道に指定される[2]。

## 地理

### 通過する自治体
- 瑞浪市

### 交差する道路

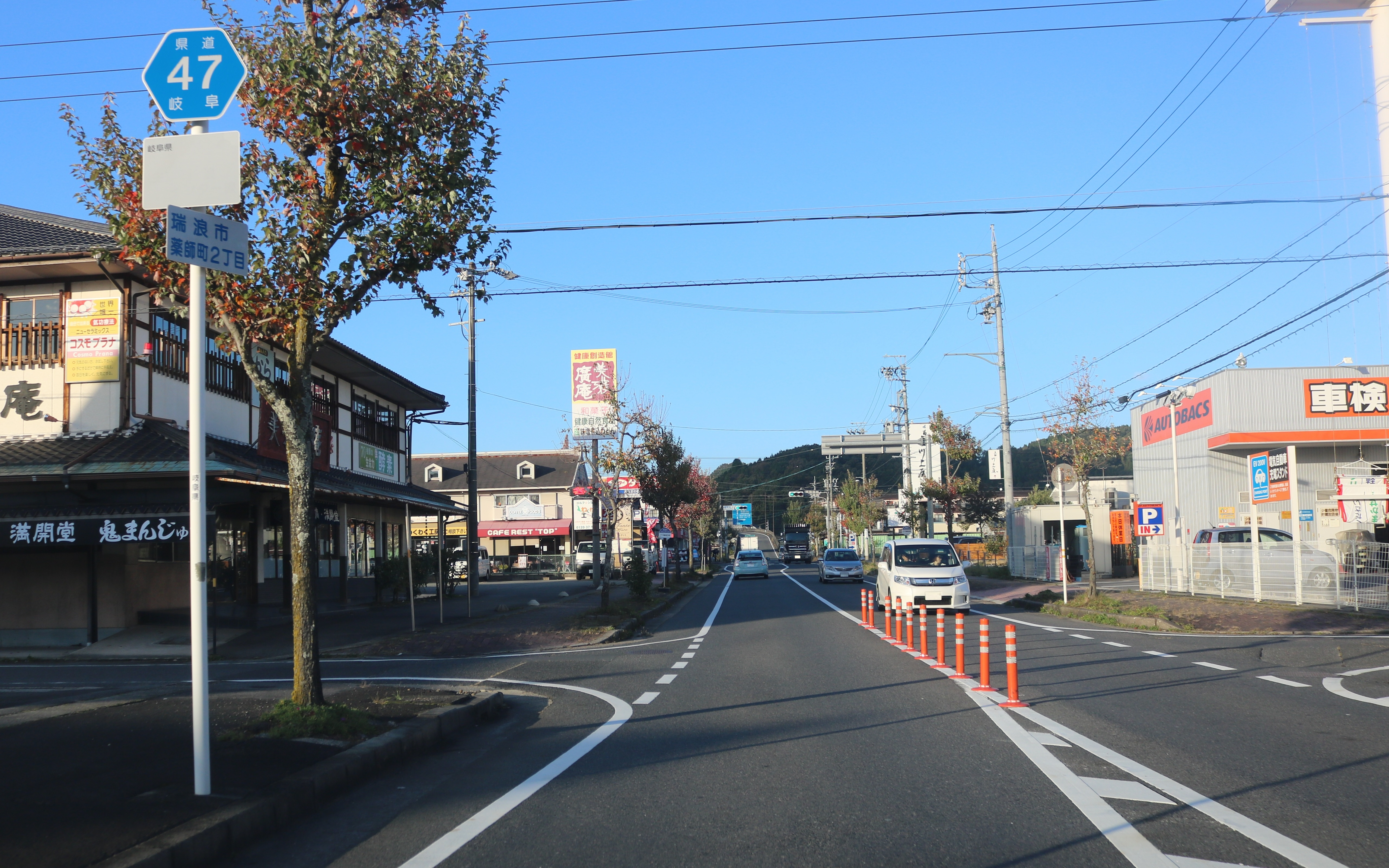
岐阜県道47号瑞浪インター線、瑞浪市薬師町にて

- 中央自動車道 瑞浪IC（瑞浪市明世町戸狩、起点）
- 岐阜県道352号大西瑞浪線（瑞浪市明世町戸狩、市道経由）
- 国道19号瑞浪バイパス（瑞浪市薬師町・薬師交差点、終点）